# Taiaiake Alfred
Gerald Taiaiake Alfred és un escriptor, educador i activista, nascut a Tiohtiá:ke (Montréal) en 1964. Alfred és un Kanien'kehaka reconegut internacionalment com a professor a la Universitat de Victoria (UVic).

## Biografia
Alfred va créixer a Kahnawake i va rebre un B.A. en història de la Concordia University, un M.A. i Ph.D. de la Universitat Cornell. Va servir al Cos de Marina dels Estats Units en la dècada del 1980.
Alfred és l'actual director de l'Indigenous Governance Program i fou premiat amb una Canada Research Chair 2003–2007, en addició al National Aboriginal Achievement Award en educació.
In 2012, Alfred va cridar l'atenció quan es va referir al columnista John Ibbitson com a "supremacista blanc," i al columnista John Ivison com un "immigrant ignorant" després de cadascun va escriure columnes que suggerien que Shawn Atleo era una opció millor que Pam Palmater (a qui defensava Alfred) com a nou líder de l'Assemblea de les Primeres Nacions. Més tard Alfred va defensar els seus comentaris, afirmant que "Qualsevol que nega el nostre dret a existir com a nacions sota la nostra pròpia llei en els nostres països d'origen és un supremacista blanc al meu parer." A començaments de 2013, Ivison va escriure que Alfred s'havia referit a ell recentment com a "racista p—k" que l'havia "amenaçat de puntejar el seu 'cul immigrant' cap a Escòcia."